# On (entreprise)
Pour les articles homonymes, voir On.
On AG, (également appelé On Running) est une entreprise suisse fondée en 2010 par Olivier Bernhard, David Allemann et Caspar Coppetti, spécialisée dans la fabrication de chaussures de sport, basée à Zurich en Suisse.

## Histoire
On a été constituée pour la première fois en tant que société d'articles de sport en 2010. La société a été fondée par l'ancien champion suisse d'Ironman Olivier Bernhard en partenariat avec David Allemann et Caspar Coppetti. En 2012, On a lancé la Cloudracer, une chaussure de performance préférée de la triathlète professionnelle suisse et médaillée d'or aux Jeux olympiques de Londres 2012, Nicola Spirig.
La société revendique une technologie d'amorti exclusive dans ses chaussures comme argument de vente unique ; une conception brevetée appelée Cloudtec.
Le joueur de tennis professionnel suisse Roger Federer est devenu actionnaire d'On AG en novembre 2019. Une chaussure lifestyle en édition limitée nommée « The Roger » a ensuite été lancée par la société en juillet 2020.
En 2019, la société détenait 40 % des parts de marché des chaussures de course en Suisse et 10 % en Allemagne. Au milieu de l'année 2020, les chaussures de sport On étaient disponibles chez 6 000 détaillants dans 55 pays du monde, les États-Unis étant son plus grand marché. Selon le cabinet d'études de marché NPD, On détient 6,6 % de la catégorie des chaussures de course performantes aux États-Unis.
Sur la base de la récente croissance des ventes, la société explorerait les options d'introduction en bourse pour la seconde moitié de 2021.
Cotée à la Bourse de New York depuis 2021, elle a enregistré en 2022 un chiffre d'affaires de 1,2 milliard de francs suisses.

### Controverses
L'entreprise fait l'objet de critiques en raison des marges considérables qu'elle réalise sur ses ventes de chaussures, dont le prix de vente est plus de dix fois plus élevé que leur prix d'achat en Asie. Le porte-parole de l'ONG Public Eye souligne ainsi que « la gestion durable consiste à partager équitablement les fruits de  la création de valeur. Si la marge commerciale d'une entreprise de marque est tellement  plus grande que la marge des usines de chaussures, alors l'équilibre n'est pas bon,. »
En février 2025, la Fédération romande des consommateurs dépose une plainte, en s'appuyant sur la loi contre la concurrence déloyale modifiée le 1er janvier 2025,, contre la marque On Running. Contrairement à ce qui est annoncé pour vanter le modèle Cloudneo, celui-ci ne serait pas « recyclables à l'infini »,.

## Actionnaires et dirigeants
- David Allemann (co-PDG)
- Martin Hoffmann (co-PDG et responsable financier)
- Marc Maurer (Responsable des opérations)[14]

Les actionnaires de l’entreprise On AG en 2020 sont : 
- Olivier Bernhard ;
- David Allemann ;
- Caspar Coppetti ;
- Roger Federer.